# Bečva
De Bečva ([bɛtʃva]; Duits: Betschwa, ook wel Betsch, Beczwa) is een rivier in Tsjechië en een linker zijrivier van de rivier de Morava. De Bečva wordt gevormd door twee bronrivieren, de noordelijke Rožnovská Bečva (waarvan de vallei de Moravisch-Silezische Beskiden in het noorden scheidt van de Vsetínské vrchy in het zuiden) en de zuidelijke Vsetínská Bečva (waarvan de vallei de Vsetínské vrchy in het noorden scheidt van de Javorníky in het zuiden). 
De rivier is 61,6 km lang met een stroomgebied van 1613 km².
Op de Bečva lozen een aantal fabrieken. In 2020 werd eind september 40.000 kilo dode vis uit de rivier gehaald. Vermoed wordt dat een van de fabrieken fenol geloosd heeft.